# أوليغ كوفالينكو
أوليغ كوفالينكو (بالأوكرانية: Олег Ігорович Коваленко)‏ هو لاعب كرة قدم أوكراني في مركز الوسط، ولد في 11 أبريل 1988 في أوديسا في أوكرانيا. لعب مع نيفا ترنوبل.

## وصلات خارجية
- أوليغ كوفالينكو على موقع اتحاد أوكرانيا (الإنجليزية)
- أوليغ كوفالينكو على موقع قاعدة بيانات كرة القدم.إي يو (الإنجليزية)
- أوليغ كوفالينكو على موقع Soccerway.com (الإنجليزية)